# Lagenocarpus adamantinus
Lagenocarpus adamantinus är en halvgräsart som beskrevs av Christian Gottfried Daniel Nees von Esenbeck. Lagenocarpus adamantinus ingår i släktet Lagenocarpus och familjen halvgräs. Inga underarter finns listade i Catalogue of Life.